# Acomys (subgènere)
Acomys és un subgènere del gènere Acomys i que inclou 19 de les 21 espècies del gènere i representa, per tant, la major part del gènere.

## Taxonomia
- Acomys airensis
- Ratolí espinós (Acomys cahirinus)
- Acomys chudeaui
- Acomys cilicicus
- Acomys cineraceus
- Acomys dimidiatus
- Acomys ignitus
- Acomys johannis
- Acomys kempi
- Acomys minous
- Acomys mullah
- Acomys muzei
- Acomys nesiotes
- Acomys ngurui
- Acomys percivali
- Ratolí espinós daurat (Acomys russatus)
- Acomys seurati
- Acomys spinosissimus
- Acomys wilsoni